# Ioiô (programa da SIC)
Ioiô foi um programa infantil transmitido pela SIC entre 2002 e 2006. O programa contava com a participação de crianças e era apresentado por Marisa Cruz. O programa incluia jogos com as crianças e ainda eram exibidos desenhos animados. Mais tarde deixou de ter apresentadora e passou apenas a incluir desenhos animados.
O programa estreou no dia 7 de Outubro de 2002 e terminou em 2006 sendo substituido por um novo espaço infantil o SIC Kids.